# Theobald I van Lotharingen
Thiebaut I van Opper-Lotharingen (1191-1220) was de oudste zoon van hertog Ferry II van Lotharingen en Agnes van Bar.
Hij was hertog van Lotharingen van 1213 tot 1220.
Thiebaut huwde in 1215 met Gertrudis van Dagsburg (-1225), dochter van graaf Albert II van Dagsburg en van Metz, en van Gertrudis van Baden. Het huwelijk bleef kinderloos waardoor de opvolging in Lotharingen in handen kwam van zijn broer Mattheus.
Zijn weduwe trouwde nadien met graaf Theobald IV van Champagne.

## Voorouders
| Voorouders van Mattheus II van Lotharingen (1193-1251) | Voorouders van Mattheus II van Lotharingen (1193-1251)               | Voorouders van Mattheus II van Lotharingen (1193-1251)               | Voorouders van Mattheus II van Lotharingen (1193-1251)               | Voorouders van Mattheus II van Lotharingen (1193-1251)               | Voorouders van Mattheus II van Lotharingen (1193-1251)       | Voorouders van Mattheus II van Lotharingen (1193-1251)       | Voorouders van Mattheus II van Lotharingen (1193-1251)            | Voorouders van Mattheus II van Lotharingen (1193-1251)            |
| ------------------------------------------------------ | -------------------------------------------------------------------- | -------------------------------------------------------------------- | -------------------------------------------------------------------- | -------------------------------------------------------------------- | ------------------------------------------------------------ | ------------------------------------------------------------ | ----------------------------------------------------------------- | ----------------------------------------------------------------- |
| Overgrootouders                                        | Mattheus I van Lotharingen (1110-1175) ∞ Bertha van Zwaben (-1195)   | Mattheus I van Lotharingen (1110-1175) ∞ Bertha van Zwaben (-1195)   | Mieszko III (1126-1202) ∞ Elisabeth van Hongarije (1128-1154)        | Mieszko III (1126-1202) ∞ Elisabeth van Hongarije (1128-1154)        | Reinoud II van Bar (-1170) ∞ Agnes van Champagne (-1207)     | Reinoud II van Bar (-1170) ∞ Agnes van Champagne (-1207)     | Lodewijk I van Loon (1107-1171) ∞ Agnes van Metz (1114-1175/1180) | Lodewijk I van Loon (1107-1171) ∞ Agnes van Metz (1114-1175/1180) |
| Grootouders                                            | Ferry I van Lotharingen (1143-1206) ∞ Ludmilla van Polen (1153-1223) | Ferry I van Lotharingen (1143-1206) ∞ Ludmilla van Polen (1153-1223) | Ferry I van Lotharingen (1143-1206) ∞ Ludmilla van Polen (1153-1223) | Ferry I van Lotharingen (1143-1206) ∞ Ludmilla van Polen (1153-1223) | Theobald I van Bar (1138-1214) ∞ Laurette van Loon (-1184)   | Theobald I van Bar (1138-1214) ∞ Laurette van Loon (-1184)   | Theobald I van Bar (1138-1214) ∞ Laurette van Loon (-1184)        | Theobald I van Bar (1138-1214) ∞ Laurette van Loon (-1184)        |
| Ouders                                                 | Ferry II van Lotharingen (-1213) ∞ Agnes van Bar (1177-1226)         | Ferry II van Lotharingen (-1213) ∞ Agnes van Bar (1177-1226)         | Ferry II van Lotharingen (-1213) ∞ Agnes van Bar (1177-1226)         | Ferry II van Lotharingen (-1213) ∞ Agnes van Bar (1177-1226)         | Ferry II van Lotharingen (-1213) ∞ Agnes van Bar (1177-1226) | Ferry II van Lotharingen (-1213) ∞ Agnes van Bar (1177-1226) | Ferry II van Lotharingen (-1213) ∞ Agnes van Bar (1177-1226)      | Ferry II van Lotharingen (-1213) ∞ Agnes van Bar (1177-1226)      |